# AMG Critical Materials
AMG Critical Materials N.V. (AMG) is een beursgenoteerde onderneming en een producent van metallurgische producten en systemen. Het hoofdkantoor is gevestigd in Amsterdam. Tot mei 2023 was de bedrijfsnaam AMG Advanced Metallurgical Group N.V..

## Activiteiten
Het bedrijf heeft een omzet van ruim 1,5 miljard dollar. Er zijn drie bedrijfsonderdelen, tot en met 31 december 2023 waren dit:
- Clean Energy Materials, met producten als vanadium, lithium en tantaal;
- Critical Minerals en
- Critical Materials Technologies.

Het derde onderdeel was in 2021 met een omzetaandeel van iets meer dan 40% het grootste van de drie.
Vanaf 1 januari 2024 zijn de activiteiten gehergroepeerd en ondergebracht in:
- AMG Lithium
- AMG Vanadium en
- AMG Technologies.

De producten van AMG worden vooral in de transportsector gebruikt, bij de productie van speciale metalen en chemicaliën, in de sector infrastructuur en de energiesector. De belangrijkste geografische afzetmarkt is de Verenigde Staten gevolgd door de Volksrepubliek China en Duitsland. Samen nemen deze drie landen ruim de helft van de omzet voor hun rekening.

### Resultaten
| Jaar | Omzet       | Nettoresultaat |
| Jaar | (× miljoen) | (× miljoen)    |
| ---- | ----------- | -------------- |
| 2005 | € 765,8     | € 4,0          |
| 2006 | € 707,0     | € 3,4          |
| 2007 | € 791,6     | € 8,0          |
| 2008 | € 1080,0    | € 10,3         |
| 2009 | € 597,9     | € −52,5        |
| 2010 | € 740,3     | € 1,8          |
| 2011 | € 995,0     | € 3,8          |
| 2011 | US$ 1351,3  | US$ 8,3        |
| 2012 | US$ 1251,6  | US$ 0,1        |
| 2013 | US$ 1158,4  | US$ −45,0      |
| 2014 | US$ 1093,9  | US$ 21,7       |
| 2015 | US$ 977,1   | US$ 9,9        |
| 2016 | US$ 971,1   | US$ 41,6       |
| 2017 | US$ 1059,7  | US$ 57,5       |
| 2018 | US$ 1310,3  | US$ 94,8       |
| 2019 | US$ 1188,6  | US$ −48,6      |
| 2020 | US$ 937,1   | US$ −42,5      |
| 2021 | US$ 1204,7  | US$ 13,8       |
| 2022 | US$ 1642,8  | US$ 190,8      |
| 2023 | US$ 1625,9  | US$ 102,3      |

## Geschiedenis
AMG werd in november 2006 opgericht, maar de geschiedenis van een van de voorgangers gaat terug tot 1870. In dat jaar werd Graphit Kropfmühl opgericht met als doel de winning van grafiet in Duitsland. AMG kocht in 2008 een meerderheidsbelang in Graphit Kropfmühl en kocht in 2012 de overige aandelen van het Duitse bedrijf.
In december 2017 werden plannen bekendgemaakt de capaciteit voor lithiumconcentraat bij de Mibra mijn in Brazilië te verdubbelen, van 90.000 naar 180.000 ton per jaar. Bij de huidige productie van de mijn zijn er voldoende reserves om de komende 20 jaar de fabrieken van voldoende grondstoffen te voorzien. De uitbreiding vergt een investering van US$ 110 miljoen en moet eind 2019 zijn afgerond. AMG heeft al een fabriek op deze locatie vanaf 2010.
In juni 2019 werd bekend dat het bedrijf een onderzoek gaat starten naar de mogelijke afsplitsing van AMG Technologies. Dit onderdeel werd op 1 januari 2019 gevormd door AMG Titanium Alloys & Coatings en AMG Engineering te bundelen. Dit afsplitsingsplan is niet uitgevoerd.
In september 2024 werd de eerste Europese lithiumraffinaderij geopend in Duitsland. In 2019 viel het besluit deze fabriek bij Elsteraue/Zeitz te bouwen. De fabriek kan 20.000 ton lithiumhydroxide per jaar produceren goed voor 500.000 lithiumaccu’s voor elektrische voertuigen. AMG denkt aan een verdere uitbreiding van de productiecapaciteit tot 100.000 ton per jaar. De grondstoffen voor de fabriek komen uit de eigen mijn in Brazilië, maar Europese leveranciers worden ook ingeschakeld. Bij de Braziliaanse mijn komt een fabriek om het lithiumconcentraat om te zetten in lithiumcarbonaat, waarmee een tussenstap bij Chinese fabrikanten kan worden overgeslagen.
Accsys · Amsterdam Commodities · Alfen · AMG · Avantium · B&S · Brunel International · CM.COM · Envipco · Fastned · Ferrari Group · Flow Traders · ForFarmers · Havas · Kendrion · Nedap · Nieuwe Steen Investments · Pharming · PostNL · Sif Group · Sligro Food Group · Theon · Vastned Retail · Wereldhave